# Walton (Cheshire)
Pour les articles homonymes, voir Walton.
Walton est une paroisse civile et un village du Cheshire, en Angleterre.